# Jake Taylor
Jake William Trevor Taylor  (né le 1er décembre 1991 à Ascot en Angleterre) est un footballeur international gallois.

## Carrière

### Carrière en club
Le 25 janvier 2016, il rejoint l'Exeter City.

### Carrière internationale
Le 13 octobre 2014, il fait ses débuts pour l'équipe du pays de Galles lors d'un match contre Chypre.